# Juni (527)
Pour les articles homonymes, voir Juni.
Juni (527), ou Juin est un tableau peint par Gerhard Richter en 1983. Cette huile sur toile réalisée à l'aérographe, grand carré de 2,5 m de côté, est conservée au musée national d'Art moderne, à Paris. Elle porte le numéro 527 dans le catalogue raisonné des œuvres de l'artiste.